# تأريض

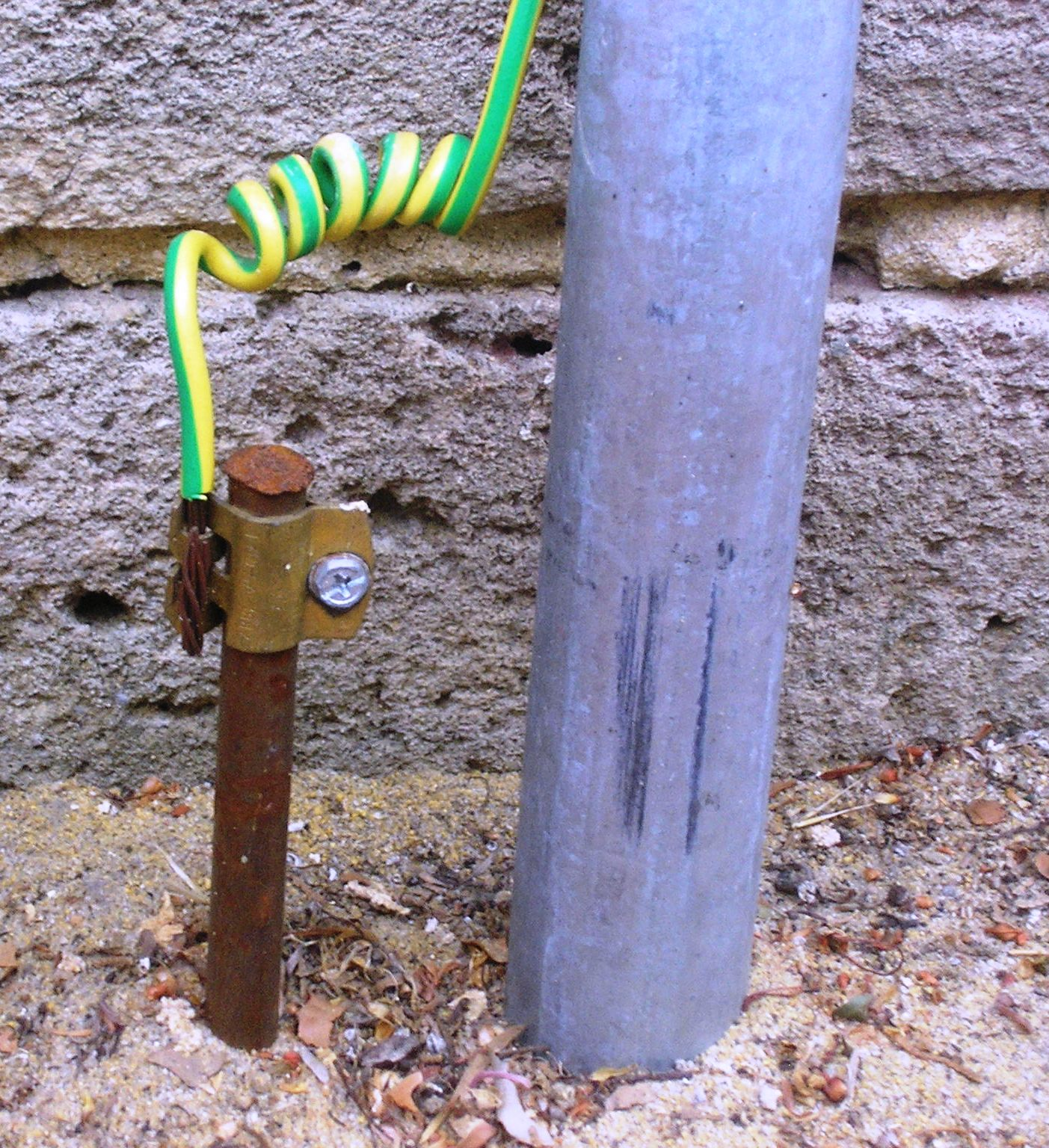
المسرى الأرضي أو المأخذ الأرضي (القضيب البني على اليسار). لاحظ لون سلك التأريض (أخضر وأصفر).

التأريض يمكن تعريفه بأنه اتصال كهربائي، عمل عن قصد بين جهاز كهربائي أو شبكة أجهزة من جهة، وكتلة الأرض، من جهة أخرى. لذا فأن التأريض مطلوب لتوفير السلامة للمنظومة الكهربائية وللعاملين في المنشأة وهذا معروف بشكل عام لدى الغالبية من الأشخاص ولكن غير واضح لدى النسبة العظمى من الناس كيفية تحقيق ذلك. ويمكن تشبيه الأرضي بطوق النجاة أو مظلة الهبوط حيث تقدر قيمتهما عند الحاجة لهما فقط.
أهمية وميزة الأرضي الجيد يمكن تقديرها مما يلي:
- أولاً: الأرضي يحمي الأفراد من خطر الصعق الكهربائي الناتج عن قصور العزل أو انهياره.
- ثانياً: يقي من خطر التفريغ الكهربائي.
- ثالثاً: يحمي المعدات من أضرار التغيرات المفاجئة والكبيرة في جهد التغذية (Voltage Surges)
- رابعا: يؤمن تشغيلا مناسبا للمعدات والمنظومات الكهربائية.

على أي حال يحتمل أن يشعر الشخص العادي بأنه غالبا لا تأثير للأرضي على المنظومات الكهربائية أو الأجهزة خلال الاشتغال العادي، مما يعطي انطباعا خاطئا بأنه من الممكن فصل الأرضي بدون ملاحظة أي تأثيرات ونتيجة ذلك يبدو (ظاهريا فقط) بأن موضوع الاتصال الأرضي الجيد من الاتصال الأرضي الرديء ليس ذا أهمية ولا تعرف فعالية الأرضي ما لم تجرَ عليه فحوصات دورية من حين لآخـر.
ابتداء يمكن اعتبار الكرة الأرضية بأنها كتلة هائلة جدا لا تحمل جهدا كهربائيا أي أن جهدها هو صفر. أما أجزاء المنظومة الكهربائية فيمكن ان تكون ذات جهد معين مقارنة بجهد الأرض.
إن الموصلات الحية (Live Conductors) لأجزاء المنظومة الكهربائية تحمل عادة جهدا كهربائيا خلال اشتغالها الاعتيادي، أما الأجزاء المعدنية الأخرى كهياكل وحاويات للأجهزة الكهربائية فهي لا تحمل جهدا خلال اشتغالها الاعتيادي لكنها يمكن أن تكون ذات جهد عند حدوث التماس كهربائي مما يعرض المنشآت والعاملين إلى الخطر إن لم يتم اتخاذ إجراءات وقائية من بينها إيصال تلك الأجزاء إلى الشبكة الأرضية.
يمكننا الحصول على أرضي مناسب للدور السكنية مثلا باستخدام قضيب معدني واحد أو أكثر يدفن في التربة لغرض تحقيق التماس مع كتلة الأرض.
تتوفر قضبان على شكل مقاطع يمكن ربطها ببعضها لغرض الحصول على قضيب بالطول المطلوب وتغرز في الأرض بواسطة الدق للوصول إلى طبقات الأرض ذات المقاومة النوعية الواطئة وبالتالي الحصول على مقاومة أرضي منخفضة. وللحصول على مقاومة أقل يستخدم غالبا عدة قضبان تربط ببعضها على التوازي بواسطة موصلات أرضية لتكوين شبكة أرضية يمكن تشبيهها بشجرة كبيرة، حيث تربط كافة المعدات الكهربائية والهياكل المعدنية بالشبكة وتمثل الأوراق بالنسبة للشجرة بينما تمثل توصيلات الأرضي بأغصان الشجرة ويمثل الأرضي الرئيسي بساق الشجرة في حين تمثل أقطاب الأرضي جذور الشجرة.
من شروط الأرضي الجيد أن تكون مقاومته اقل ما يمكن وتتراوح عادة بين 1 – 5 أوم، إلا أن الحصول على مثل هذه القيم في تربة ذات مقاومة نوعية عالية لا يمكن الوصول إليه ببساطة باستخدام عدد معقول من الأقطاب الأرضية وهذا يعني كلف عالية، لذا فان من الضروري حساب أعلى قيمة مقاومة يسمح بها على أساس المقاومة الكلية لدائرة القطب الأرضي التي تسمح بمرور تيار قطب كافي لاشتغال جهاز الحماية (صهيرة، قاطع دورة أو مناولة) لعزل الدائرة الكهربائية المعطوبة

## تعاريف
1. الشبكة الأرضية: هي مجموعة من الموصلات التي يتم بواسطتها إيجاد اتصال كهربائي جيد بين الأجزاء والهياكل المعدنية المكشوفة وبين كتلة الأرض.
2. الأرضي (Earth Pit): هو مجموعة من الموصلات أو الأقطاب (Electrodes) التي تدفن أو تغرز في الأرض بحيث توفر تماسا جيدا وبأقل مقاومة ممكنة مع التربة المحيطة بها وبذلك تشكل واسطة الاتصال بين أجزاء الشبكة الأرضية الأخرى وكتلة الأرض.
3. موصل الأرضي الرئيسي (Main Earth): الموصل الرئيسي الذي يربط مجموعة المعدات والأجهزة الكهربائية إلى الأرضي.
4. موصل الربط (Bonding Lead): الموصل الذي يربط بين هيكل أو حاوية الجهاز أو المعدة الكهربائية إلى موصل الأرضي الرئيسي.
5. التأريض الوظيفي (Functional Earthing): وهو تأريض نقطة الحيادي (Neutral Point) لمحولات القدرة وتأريض النقاط المشتركة (Common Points) لمحولات التيار وذلك لأسباب تشغيلية.
6. التأريض الإستاتيكي (Static Earthing): ويستخدم لغرض ضمان تسرب الشحنات المستقرة التي تتولد في الحاويات والأوعية والخزانات نتيجة تصادم السوائل الهيدروكربونية بجدران تلك الحاويات والأوعية والخزانات أثناء التحميل أو التفريغ حيث أن توفر تأريض جيد يؤدي إلى تسرب الشحنات المتولدة إلى الأرض وعدم تكون جهد خطر على تلك الأوعية والخزانات والحاويات.
7. التأريض لغرض الحماية من الصواعق (Lightening Protection Earthing): ويستخدم لغرض تسريب التيارات العالية جدا التي تنتج عند حدوث تفريغ كهربائي ناتج عن الصواعق وبذلك تتم حماية المنشآت من أخطار الحريق والدمار الذي يمكن أن ينتج عند عدم وجود حماية من الصواعق.

## المبادئ العامة لتصميم الشبكة الأرضية
1. تقليل فرق الجهد بين الأجزاء المعدنية المكشوفة المتجاورة وكذلك بينها والأرض من ناحية أخرى.. ويكون ذلك بالربط متساوي الجهد (Equi Potential Bonding) بين الأجزاء المعدنية المتجاورة من ناحية وكذلك ربطها بشبكة أرضية ذات مقاومة كهربية منخفضة قدر الإمكان من ناحية أخرى حيث يؤدي ذلك إلى تقليل جهد التماس وكذلك جهد الخطوة (Touch & Step Voltage) وبالتالي إلى حماية الأشخاص من الصعقات المميتة.
2. تقليل ممانعة القطب الأرضي.. يكون ذلك باستخدام موصلات للشبكة الأرضية ذات أحجام مناسبة تجعل مقاومتها قليلة إضافة إلى اختيار نوع أقطاب الأرضي المدفونة في التربة وأعدادها وأعماق دفنها ومناطق دفنها بحيث توفر أقل مقاومة ممكنة إلى كتلة الأرض.

إن تقليل ممانعة دائرة العطب الأرضي تؤدي بالنتيجة إلى سريان تيارات عالية خلالها عند حدوث تماس للدائرة الكهربائية مع الأرض وهو هدف نسعى إليه حيث يؤدي ذلك إلى تحسس أجهزة الحماية الكهربائية وبالتالي إلى قيامها بقطع التيار عن الجزء المعطوب أي عزله عن الأجزاء السليمة من الدائرة الكهربائية وخلال وقت قصير جدا فتوفرالحماية الكافية للتأسيسات من الأعطاب والحرائق وحماية الأشخاص من خطر الصعقة الكهربائية. إن زمن القطع يتراوح عادة بين جزء من الثانية الواحدة وبضع ثواني ويتناسب عكسيا مع مقدار تيار العطب الأرضي وجهد التماس.
ان الأجزاء الرئيسية لممانعة دائرة العطب الأرضي تتكون مما يلي:
1. في منظومة كهربائية من نوع TT.. تكون ممانعة دائرة القطب الأرضي فيها من مقاومة موصلات الدائرة وموصلات الشبكة الأرضية هي مقاومة واطئة جدا عادة، ثم مقاومة أقطاب الأرض عند كل من جهة المصدر (مقاومة نقطة الحيادي للمحولة إلى الأرض) وجهة المستهلك، ويفترض ان تكون مقاومتها قليلة (جزء من الأوم لغاية بضع أومات) ان كانت أقطاب الأرضي بحالة جيدة، وأخيرا مقاومة منطقة القطب وتتبع مقاومتها طبيعة ونوع القطب. في هذا النوع من المنظومات تشكل مقاومة الاقطاب الأرضية الجزء الأكبر من المقاومة الكلية لدائرة القطب الأرضي، لذا تلعب دورا رئيسيا في فعالية شبكة الأرضي ككل ويتطلب الاهتمام بمراقبتها وصيانتها دوريا.
2. في منظومة تغذية كهربائية من نوع TN.. تتكون دائرة ممانعة القطب الأرضي هنا كليا من موصلات الدائرة وموصلات الشبكة الأرضية إضافة إلى منطقة القطب دون الاعتماد على مقاومة أقطاب الأرضي، لذا تكون أجهزة الحماية الكهربائية في الدوائر الكهربائية المرتبطة بهذه المنظومات ذات تحسس وفعالية أكبر في عزل دوائر القطب الأرضي من مماثلتها في منظومات من نوع TT.إذا لم يتم تأريض مصادر القدرة من مولدات أو محولات المحطة اللفرعية وتم تأريض الأجسام المعدنية المعرضة للمس فإن هذا النظام يسمي IT وهذا ممنوع بنص القانون في بعض الدول.

## أهداف التأريض الكهربائي

### تأريض النظام
المكون الأساسي لأنظمة التأريض هو التبديد الساكن (تأريض النظام)، سواء كان ذلك بسبب البرق أو بسبب الاحتكاك (مثل الرياح التي تهب على سارية الهوائي). تأريض النظام مطلوب للاستخدام في أنظمة مثل أنظمة توزيع المرافق وأنظمة الاتصالات السلكية واللاسلكية والمباني التجارية/السكنية حيث يجب ربط أي نظام معدني مهم معًا والإشارة إليه على الأرض عند نقطة واحدة. يعمل نظام تأريض النظام عن طريق إرسال أي تفريغ ثابت متراكم إلى الأرض من خلال موصل قطب أرضي ثقيل ثم إلى قطب تأريض.

### تأريض المعدات
تأريض المعدات هو اتصال ربط منخفض المقاومة بين قضبان الحافلات المحايدة والأرضية في لوحة الخدمة الرئيسية (وليس في أي مكان آخر). إنها تلعب دورًا في الحماية ضد التيارات الخاطئة. تحدث تيارات الأعطال بشكل رئيسي بسبب فشل عزل الموصل والاتصال اللاحق بسطح موصل. هذا النوع من التأريض ليس اتصال تأريض من الناحية الفنية. عندما يحدث خطأ ويتم الاتصال بسطح مؤرض، تندفع كمية كبيرة من التيار إلى شريط التأريض، عبر اتصال الترابط الأرضي المحايد، والعودة إلى مصدر التيار. تستشعر أجهزة الحماية ذات التيار الزائد هذا على أنه حالة قصر الدائرة وتفتح الدائرة، مما يؤدي إلى إزالة الخطأ بأمان. يتم تعيين معايير تأريض المعدات الأمريكية بواسطة قانون الكهرباء الوطني.

### التأريض الوظيفي
يخدم التوصيل الأرضي الوظيفي غرضًا بخلاف السلامة الكهربائية، ويمكن أن يحمل التيار كجزء من التشغيل العادي. على سبيل المثال، في نظام توزيع طاقة إرجاع الأرض بسلك واحد، تشكل الأرض موصلًا واحدًا للدائرة وتحمل كل تيار الحمل. تشمل الأمثلة الأخرى للأجهزة التي تستخدم التوصيلات الأرضية الوظيفية كابتات اندفاع التيار ومرشحات التداخل الكهرومغناطيسي.

## قضبان التأريض
وفقًا لمعايير IEEE، فإن قضبان التأريض مصنوعة من مواد مثل النحاس والصلب. لاختيار قضيب التأريض، هناك العديد من معايير الاختيار مثل: مقاومة التآكل، القطر حسب تيار العطل، الموصلية وغيرها. هناك عدة أنواع مشتقة من النحاس والفولاذ: النحاسي، الفولاذ المقاوم للصدأ، النحاس الصلب، الأرض الفولاذية المجلفنة. في العقود الأخيرة، تم تطوير قضبان تأريض كيميائية للأرض منخفضة المقاومة التي تحتوي على أملاح إلكتروليتية طبيعية. وقضبان التأريض من ألياف الكربون النانوية.

## موصلات التأريض

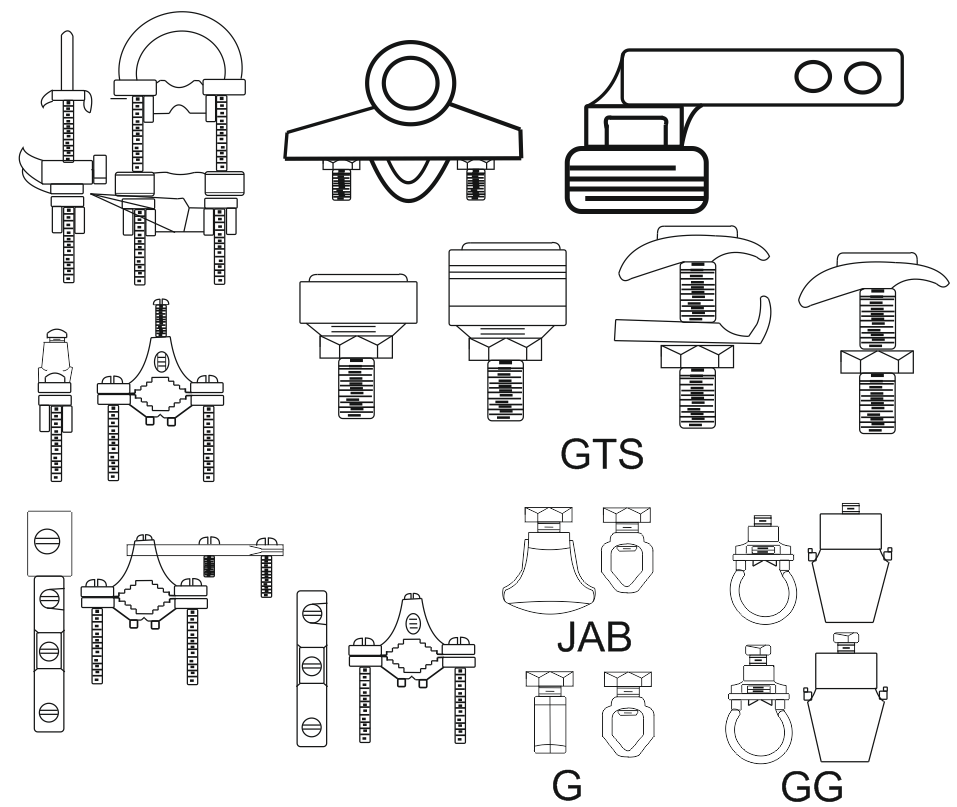
موصلات التأريض

موصلات تركيب التأريض هي وسيلة اتصال بين مختلف مكونات تركيبات التأريض والحماية من الصواعق (قضبان التأريض وموصلات التأريض والموصلات الحالية وقضبان التوصيل وما إلى ذلك).
للتركيبات ذات الجهد العالي، يتم استخدام اللحام الطارد للحرارة للوصلات تحت الأرض.

## مقاومة التربة

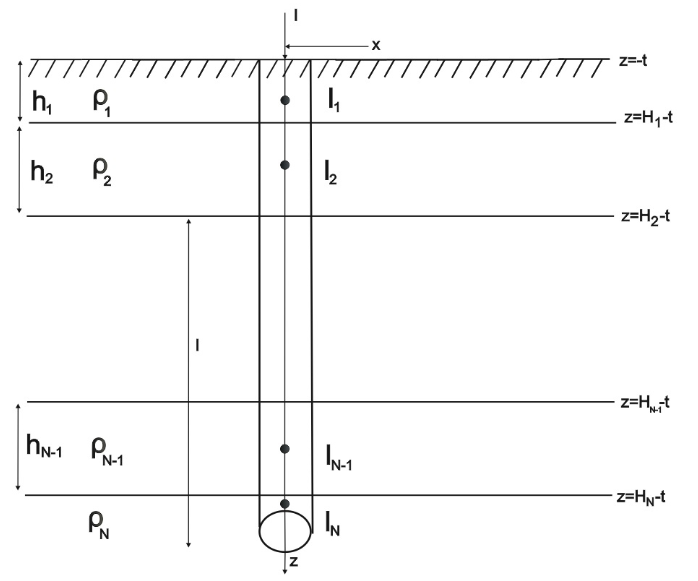
الإجهاد الرأسي للتربة

تعتبر مقاومة التربة جانبًا رئيسيًا في تصميم وحساب نظام التأريض/تركيب التأريض. تعتمد مقاومته على كفاءة إزالة التيارات غير المرغوب فيها إلى الصفر المحتمل (الأرض). تعتمد مقاومة المادة الجيولوجية على عدة مكونات: وجود الخامات المعدنية، ودرجة حرارة الطبقة الجيولوجية، ووجود السمات الأثرية أو الهيكلية، ووجود الأملاح الذائبة، والملوثات، والمسامية والنفاذية. هناك عدة طرق أساسية لقياس مقاومة التربة. يتم إجراء القياس باستخدام قطبين أو ثلاثة أو أربعة أقطاب كهربائية. طرق القياس هي: قطب، ثنائي القطب، ثنائي القطب، طريقة وينر، وطريقة شلمبرجير.